# Virolla alimentosa
La virolla alimentària, o virolla alimentosa, és la versió veneçolana de la piràmide alimentària, proposada per l'Institut Nacional de Nutrició en un esdeveniment de 1993.
Per a substituir la vella estructura de referència, el trèvol dels 5 grups bàsics d'aliments, creat també per l'Institut Nacional de Nutrició i que es va ser vigent fins a 1993.
Es caracteritza per classificar els 5 grups d'aliments.

## Grups d'aliments
La virolla dels aliments és un model per a il·lustrar com es classifiquen els aliments segons la mena de nutrients que cada tipus d'aliment aporta. Està dividit en 5 franges, cadascuna de les quals indica, respectivament: els carbohidrats complexos, les hortalisses i fruites, les proteïnes, els sucres, els greixos, l'aigua i l'activitat física.

### Els carbohidrats
Franja Groga: cereals, grans i tubercles, que constitueixen una font d'energia indispensable per al treball, els estudis i l'activitat física, perquè subministren vitamines del complex B, calci i fibra.

### Fruites i verdures
Franja Verda: hortalisses i fruites. Aquest grup es caracteritza per contenir vitamina A i C; i alguns minerals importants per al bon funcionament del nostre organisme, i ajudar-nos a desenvolupar el cos humà.

### Les proteïnes
Part Blava: inclouen tots els derivats làctics de vaca (formatge i iogurt), les carns i els ous; tots els aliments necessaris. Contenen proteïnes i calci.

### Sucres
Franja Grisa: comprès per aliments dolços com el sucre, la mel, l'emplafona, la llet d'ametlles i les xocolates.

### Greixos
Franja taronja: en aquest grup s'entén pels greixos com l'oli, la mantega i la maionesa.

### Aigua i Activitat física
L'aigua és indispensable per a la vida i el seu consum ajuda a conservar la salut igual que l'activitat física també contribueix amb la salut i el desenvolupament del físic.